# Српска слога (Црна Гора)
Српска слога је бивша политичка коалиција у Црној Гори. Основана је у августу 2012. године, ради заједничког наступа појединих српских и просрпских странака на наредним скупштинским изборима, који су били заказани за 14. октобар 2012. године. Коалицију су сачињавале: Народна странка, Српска листа, Отаџбинска српска странка, Српска радикална странка и Демократски центар Боке.
Носилац коалиционе изборне листе био је Јован Маркуш из НС.
До формирања коалиције Српска слога дошло је након неуспјешних преговора о стварању шире коалиције српских и просрпских странака, који су вођени током љета 2012. године. Иако је у прво вријеме (10. август) постојала начелна сагласност о потреби формирања шире коалиције под називом Српски блок, до тога на крају није дошло, усљед неслагања међу учесницима преговора о питањима која су се односила на удио заступљености и редосљед странака у оквиру заједничке листе, што је у широј јавности схваћено као још један у низу доказа о пословичној српској неслози.
Усљед коначне подјеле међу учесницима преговора, један дио странака је приступио стварању коалиције под називом Српска слога, док се други дио определио за стварање посебне коалиције под називом Српски национални савез. Након првих договора који су обављени 21. августа, странке окупљене око идеје о стварању Српске слоге наставиле су са усаглашавањем заједничких ставова, а коначан коалициони споразум постигнут је 6. септембра 2012. године.
Према званичним резултатима избора, коалиција Српска слога је освојила 5,275 гласова (1,45%), што није било довољно за добијање посланичких мандата.